# Kristian Albertsen
Kristian Albertsen (ur. 27 lipca 1917 w Marstal, zm. 1 sierpnia 1990) – duński polityk i samorządowiec, deputowany Folketingetu i poseł do Parlamentu Europejskiego.

## Życiorys
Syn kapitana Alberta Albertsena i Hermandy Elise z domu Hansen. Kształcił się w szkołach w Danii i Szwajcarii, ukończył szkolenie jako asystent sprzedaży. Początkowo do 1941 pracował w fabryce, następnie do 1963 w dziale reklam dziennika „Social-Demokraten” (później „Aktuelt”), gdzie doszedł do stanowiska szefa działu. Działał w związku zawodowym HK HANDEL.
Zaangażował się w działalność polityczną w ramach młodzieżówki Danmarks Socialdemokratiske Ungdom i następnie partii Socialdemokraterne. Przez wiele lat był radnym miejskim we Frederiksbergu. W latach 1960–1984 poseł do Folketingetu. Od stycznia 1974 do listopada 1976 oddelegowany do Parlamentu Europejskiego, należał do frakcji socjalistycznej. Od 1978 do 1981 zastępca burmistrza Frederiksbergu, następnie od 1982 do 1986 pełnił funkcję statsrevisora (jednego z sześciu audytorów wskazywanych przez główne partie polityczne).
Od 1948 był żonaty z pielęgniarką Mette Bertolt.